# Rhipicephalus supertritus
Rhipicephalus supertritus är en fästingart som beskrevs av Neumann 1907. Rhipicephalus supertritus ingår i släktet Rhipicephalus och familjen hårda fästingar. Inga underarter finns listade i Catalogue of Life.